# The Somatic Defilement
The Somatic Defilement är det amerikanska death metal-bandet Whitechapels debutalbum, utgivet 31 juli 2007 av skivbolagen Candlelight Records (i USA) och Siege of Amida Records. Albumet återutgavs 2013 av Metal Blade Records.

## Låtlista
1. "Necrotizing" – 0:35
2. "The Somatic Defilement" – 5:19
3. "Devirgination Studies" – 3:12
4. "Prostatic Fluid Asphyxiation" – 3:33
5. "Fairy Fay" – 3:33
6. "Ear to Ear	" – 3:30
7. "Alone in the Morgue" – 2:53
8. "Festering Fiesta" – 2:29
9. "Vicer Exciser" – 2:52
10. "Articulo Mortis" – 4:03

## Medverkande
Musiker (Whitechapel-medlemmar)
- Brandon Cagle – gitarr
- Phil Bozeman – sång
- Ben Savage – gitarr
- Alex Wade – gitarr
- Gabe Crisp – basgitarr
- Kevin Lane – trummor

Bidragande musiker
- Miah Lajeunesse – stråkarrangement (spår 2)

Produktion
- Whitechapel – producent
- Miah Lajeunesse – producent, ljudtekniker, ljudmix
- Alan Douches – mastering
- Remy Cuveillier – omslagsdesign, omslagskonst